# Ondřej Maria Borello
Ondřej Maria Borello italsky Andrea Maria Borello, vlastním jménem Riccardo (8. března 1916 Mango, Itálie - 4. září 1948 Sanfrè, Itálie) byl italský paulín a fráter.
Narodil se v italské provincii Cuneo. Krátce po narození mu zemřel otec. V roce 1932 i matka a nevlastní otec. V roce 1933 se inspiroval životopisem služebníka Božího Maggiorina Vigolunga a rozhodl se vstoupit do Společnosti sv. Pavla. Učinil tak 19. března 1937. Řeholní oděv obdržel od představeného albské komunity bl. Timoteje Giaccarda. Dne 7. dubna 1938 složil do rukou bl. Jakuba Alberioneho sliby chudoby, čistoty a poslušnosti. Přijal řeholní jméno Ondřej Maria. Věčné sliby složil 20. března 1944. Vyznačoval se hlubokou oddaností, každý den se modlil za své bratry a třikrát týdně absolvoval křížovou cestu.
V roce 1948 těžce onemocněl. Zemřel v noci z 3. na 4. září. Papež sv. Jan Pavel II. vydal dekret prohlašující Ondřeje Borella Ctihodným.